# Marina Alexandrova
Marina Alexandrova (Kiskunmajsa, 29 août 1982) est une actrice russe. 

## Filmographie
- 1999 : Par le fer et par le feu (Ogniem i mieczem)
- 2002 : Azazel
- 2003 : Une vieille fable. Quand le soleil était un dieu
- 2003 : Pauvre Nastia (Bednaïa Nastia) de Piotr Steïn : Marie de Hesse-Darmstadt (série TV)
- 2005 : Aurora Borealis
- 2008 : Urban Racer
- 2010 : Kotovski (Котовский) de Stanislav Nazirov : Anna
- 2016 : Ekaterina (ru) (Екатерина)

## Récompense
- 2003 : Révélation et découverte au Festival de la fiction TV de Saint-Tropez pour La Fonte des neiges[1].